# Académie militaire d'Antsirabe
 (juin 2024).
L'Académie militaire - Antsirabe est une académie militaire malgache créée en 1966 .
En 1960, les forces armées malgache appelées Tafika Malagasy se constituent de l'armée de terre, l'armée de l'air, la marine de guerre et la gendarmerie nationale.
Après le transfert de l'armée coloniale vers l'armée nationale, elles comptaient 5 000 hommes.

## Histoire
Après l'indépendance, compte tenu de l'accord de coopération franco-malgache, la République malgache s’engageait à ne faire appel qu’à la République française pour la formation de ses cadres militaires. Les nationaux malgaches sont admis par concours à l'école militaire française au même titre que les Français ou à la limite des contingents.En1966, Philibert Tsiranana a pu créer l'académie militaire à Antsirabe.L' école a comme mission de dispenser des formations initiales aux officiers qui vont servir dans l'armée malgache et africaine. En 1975, le gouvernement de Didier Ratsiraka a choisi d'envoyer dans les pays du bloc des l'Est, les élèves -officier.La formation durait de 3 à 5 ans avec 18 mois d'apprentissage initial de langue. Les militaires formés à l'ex-URSS ont eu quelques difficultés à leur retour au pays, des problèmes d'intégration et de considération .

## Formation
A l'académie militaire -Antsirabe ACMIL, les matières enseignées sont : stratégie et défense sécuritaire, leardership et com, tactique, enseignement militaire général et technique, connaissances des lois et règlements.

## Promotions
Les promotions à l'académie militaire Antsirabe sont baptisés : 
-13e: portant le nom.du Kolonely Ramiarijaona Jean Jacques 
-37e : "avo"
-40e : portant le nom du Générale de Brigade Andrianaivo Raymond
-41e : batisée "50e anniversaire"
-42e" :portant le nom du deGénéral de corps d’armée Ismaël Mounibou 
-44e: portant le nom de l'amiral Didier Ratsiraka Ignace 
-45e portant le nom du Lieutenant Colonel RAKOTOMILIARISON Hery Fanomezantsoa
-46ème, portant le nom du "Général de Corps d’Armée Razafitombo Léon Evariste

## Les dirigeants successifs
-2007: colonel Dominique Rakotozafy
-2012:Général Béni Xavier Rasolofonirina
-2016: Général Heritiana Ramasy Razafindratovo,
-2019-2023 : général Pikulas Démosthène
-Depuis 2023:Général Ratsarahevitra Andriamisetra⅘
0